# Ex oratorio della Crocetta
L'ex oratorio della Crocetta si trova in via Carducci 9 a San Miniato, in provincia di Pisa, diocesi di San Miniato.

## Storia e descrizione
La Compagnia della Santissima Annunziata, che aveva ceduto ai padri Agostiniani di Lecceto la propria sede, costruì, di fronte, un altro oratorio detto della Crocetta.
Qui aveva sede nel Seicento la Compagnia del Riscatto, impegnata nella liberazione degli schiavi in mano ai turchi, come si leggeva all'esterno in un'iscrizione ormai quasi del tutto consunta. I confratelli, legati alla congregazione dei Padri Trinitari, indossavano una cappa nera e avevano sulla spalla una croce in rosso e celeste da cui era derivato il nome di Crocetta.
L'edificio, all'esterno in mattoni, è spoglio di ogni arredo, e oggi ospita una sala di esposizione.